# Мельников, Фёдор Маркович
Фёдор Маркович Мельников (1919—1944) — старший лейтенант Рабоче-крестьянской Красной Армии, участник Великой Отечественной войны, Герой Советского Союза (1943).

## Биография
Фёдор Мельников родился 27 марта 1919 года в селе Лесково (ныне — Калачеевский район Воронежской области). Окончил семь классов школы, после чего работал сначала в колхозе, затем в сельпо. В 1939 году Мельников был призван на службу в Рабоче-крестьянскую Красную Армию. С июня 1941 года — на фронтах Великой Отечественной войны. В 1943 году окончил курсы младших лейтенантов.
К сентябрю 1943 года старший лейтенант Фёдор Мельников командовал 7-й стрелковой ротой 1035-го стрелкового полка 280-й стрелковой дивизии 60-й армии Центрального фронта. Отличился во время битвы за Днепр. 29-30 сентября 1943 года рота Мельникова успешно переправилась через Днепр в районе села Ротичи Чернобыльского района Киевской области Украинской ССР и приняла активное участие в боях за захват и удержание плацдарма на его западном берегу, отразив большое количество немецких контратак и захватив господствующую высоту. В тех боях Мельников получил ранение, но продолжал сражаться.
Указом Президиума Верховного Совета СССР от 17 октября 1943 года за «образцовое выполнение боевых заданий командования на фронте борьбы с немецкими захватчиками и проявленные при этом мужество и героизм» старший лейтенант Фёдор Мельников был удостоен высокого звания Героя Советского Союза с вручением ордена Ленина и медали «Золотая Звезда» за номером 1885.
9 апреля 1944 года Мельников погиб в бою на территории Тернопольской области Украинской ССР. Похоронен в селе Грабек Монастырисского района.
Был также награждён орденами Красного Знамени и Красной Звезды.
В честь Мельникова названы улица и ДК в его родном селе.